# Serguéi Aksákov
Serguéi Timoféievich Aksákov (ruso cirílico: Сергей Тимофеевич Аксаков; Ufá, 20 de septiembrejul./ 1 de octubre de 1791greg.- Moscú, 30 de abriljul./ 12 de mayo de 1859greg.) fue un escritor, ensayista, crítico literario y periodista ruso del siglo XIX. Fue padre de los famosos eslavófilos y escritores Konstantín Aksákov (1817-1860), Iván Aksákov (1823-1886) y Vera Aksákova (1819-1864).

## Biografía
De acuerdo al Libro de Terciopelo (Bárjatnaya kniga, 1687 - un código genealógico ruso), la familia Aksákov desciende de varego Šimon, un sobrino de Haakon El Ciego, quien se asentó en Nóvgorod en el año 1027. Serguéi Aksákov desciende de una noble familia aristocrática, aunque modesta. Su padre fue un funcionario provincial. Serguéi nació en Ufá y posteriormente llevado a la residencia familiar en Nóvo-Aksákovka y fue educado en la Universidad de Kazán de 1804 a 1807. Su niñez en Nóvo-Aksákovka fue de tiempos felices y él tuvo especial atracción por las estepas vírgenes y la naturaleza. Comenzó su experiencia como escritor a temprana edad, bajo la influencia de la literatura romántica, por lo cual sus primeros trabajos poéticos reflejan esa corriente literaria.
En 1807 se mudó a San Petersburgo y comenzó su carrera como traductor. Durante ese tiempo también se involucró en la vida literaria de la ciudad, ahí entabló amistad con Gavrila Derzhavin, un destacado poeta del reinado de Catalina II de Rusia (Catalina La Grande) y, tres años después, en 1811, se mudó a Moscú, donde también participó en la vida cultural de la capital, escribiendo reseñas críticas.
De 1812 a 1826 vivió en su propiedad en Nadézhdino (en la provincia de Oremburgo). Durante ese período su vida familiar se intensificó, ya que en 1816 contrajo matrimonio con Olga Zaplátina, quien fue su musa y secretaria. Un año más tarde nació su primer hijo, Konstantín y, seis años después, en 1823, nació Iván, el segundo hijo. También continuó escribiendo y tradujo a los dramaturgos franceses clásicos al ruso. En 1821 fue elegido miembro de la Sociedad de Amigos Rusos de las Bellas Letras, de la Universidad de Moscú.
En 1827 regresó a Moscú y trabajó como censor en el Comité Moscovita de Censura. Sus opiniones, sin embargo, no satisficieron a sus superiores y fue despedido un año después. En 1830 fue reinstalado en su trabajo, desde donde supervisó la revista literaria Moskovski Telegráf (Telégrafo de Moscú), sin embargo, nuevamente quedaron insatisfechos sus superiores por algunos de los artículos que permitió fueran publicados, por lo que en 1832 fue despedido del Comité. 
En 1832 hizo amistad con Nikolái Gógol; esta relación tuvo influencia en las opiniones de Aksákov y duró hasta la muerte de Gógol.
En 1833, Aksákov obtuvo un puesto como inspector en una escuela de medición de tierras, donde trabajó duramente para que la escuela fuera transformada en una academia. Dos años más tarde, en 1835, ese objetivo fue alcanzado y Aksákov fue nombrado director. Durante ese tiempo entabló amistad con Visarión Belinski, quien más tarde se convertiría en un famoso crítico literario. Hacia 1838 la salud de Aksákov se había deteriorado mucho y renunció a su cargo.
En 1843 adquirió una propiedad en Abrámtsevo, cerca de Moscú, y continuó su trabajo literario. Escribió entonces Notas de pesca, en 1846, Notas de Caza (Notas de un cazador de la Provincia de Orenbúrg), en 1852. También escribió sus memorias acerca del famoso novelista de la época Zagóskin y de Derzhávin, La crónica familiar (un caballero ruso) en 1856, y Años de Infancia, Historias de mi niñez, acerca de la niñez de Bagróv, el nieto. Las notas de Aksákov eran inusuales y muy originales en ese tiempo. En tiempos modernos continúan siendo consideradas únicas su poesía y sus calmadas e ingeniosas descripciones de los hábitos animales.
Un caballero ruso describe la vida en Rusia desde los tiempos de Catalina La Grande hasta finales del siglo XVIII. Esta obra, junto con Años de infancia, son narrativas semi-autobiográficas, sin paralelo por la descripción detallada y objetiva del mundo interior de un niño y sus procesos de crecimiento, maduración y formación mental. Años de infancia se atesora por sus descripciones poéticas de la naturaleza rusa y los pasatiempos de un niño, sus sueños y experiencias.
Aksákov también publicó un complemento de Años de infancia, el cual alcanzó fama literaria por sí mismo: La flor escarlata, una historia de Pelagía, el ama de llaves. La trama recuerda a la de La Bella y la Bestia, pero se desarrolla en un ambiente ruso. La historia se convirtió en un favorito de los niños y en 1952 fue adaptada al cine y, hasta tiempos modernos, continúa siendo una de las películas de dibujos animados predilectas entre los amantes de las historias de hadas.

## Las obras más destacadas
- Zapiski o rybalke - Notas de pesca, 1846

- Zapiski ruzhéinogo ojótnika Orenbúrgskoi gubérnii - Notas de Caza, 1852

- Seméinaia jrónika - Un caballero ruso, 1856

- Détskie gody Bagrova-vnuka - Años de Infancia, Historias de mi niñez, 1858

- Álenki tsvetóchek (Skazka kliúchnitsi Pelaguéi) - La flor escarlata, 1858

## Adaptaciones cinematográficas
- Alenkiy tsvetochek - La Flor escarlata, 1952

- Alenkiy tsvetochek - La Flor escarlata, 1977

- Alenkiy tsvetochek - (Skazka o kupécheskoi dócheri i taínstvennom tsvetké) / La flor escarlata, en una coproducción de La Unión Soviética, Alemania y Dinamarca, en 1991. Obtuvo un premio del festival cinematográfico en El Cairo.